# هان دونگ هون
هان دونگ هون (کره‌ای: 한동훈؛ زادهٔ ۹ آوریل ۱۹۷۳) شصت و نهمین وزیر دادگستری کره جنوبی است که در دوره ریاست‌جمهوری یون سوک یول خدمت می‌کند. هان پیش از این به عنوان دادستان مبارزه با فساد خدمت می‌کرد و نقش اصلی را در چندین پروندهٔ برجسته، از جمله مواردی که شامل لی جه یونگ، مدیر اجرایی سامسونگ، رئیس‌جمهورهای سابق پارک گون هه و لی میونگ باک و اعضای خانواده وزیر دادگستری سابق چو کوک بود، ایفا کرد. هان که یکی از دستیاران و نزدیکان رئیس‌جمهور یون سوک یول به حساب می‌آید، زمانی که رئیس‌جمهور پست‌های بلندپایه‌ای در دادستانی کره داشت، او به عنوان معاون اصلی خدمت می‌کرد.